# Pablo Paz
Pablo Ariel Paz (Bahía Blanca, 27 gennaio 1973) è un ex calciatore argentino, di ruolo difensore.

## Biografia
È padre di Nicolás Paz, a sua volta calciatore della nazionale argentina.